# プラット川
プラット川（プラットがわ、Platte River）は、アメリカ合衆国のネブラスカ州を流れる川。ミズーリ川の支流。全長は499kmにおよび、流域はネブラスカ州のグレートプレーンズ大平原の大部分とコロラド州、ワイオミング州のロッキー山脈東部を含む。
船の航行は不可能であるが、西部に向かうルートを与え、アメリカの西方拡大にとって非常に意味のあった川である。

## 地理
ネブラスカ州ノースプラットの東で、ロッキー山脈東部から流れてくるサウスプラット川とノースプラット川が合流してプラット川となる。南東向きから北東向きへと大きな弧を描いて砂丘地帯の南部を流れ、ゴセンバーグ、コザド、カーニー、グランドアイランドを経由する。コロンバスの南東8キロメートルでループ川を合わせ、それから東へ流れフリーモントで南に転じ、オマハ市の南を通ってプラッツマウスの8キロメートル北でミズーリ川に合流する。
プラット川の流域はグレートプレーンズの中でも最も乾燥した地域の一つである。そのため北アメリカの同じような長さの川と比べると流量が少ない。ネブラスカ州西部ではプラット川の土手と川床は、北アメリカの他の乾燥した地域の中で緑のオアシスを作り出し、渡りをする水鳥が立ち寄る場所になっている。

## 歴史
プラット川は土地の猟師により利用され、アメリカの西部へ拡大の歴史に於いても重要な役割を果たしていく。この川は開拓者に淡水、獲物、西部への明確な道を与えてきた。
ヨーロッパ人による探索は1714年のフランス人による探検が最初である。そしてネイティブアメリカンの言葉で平らな水面（flat water）を意味するネブラスカ（Nebraskier）と名づけられ、その後に「平ら」という意味のフランス語のプラット（Platte）に変わる。この川はフランスによるネイティブアメリカンとの間の毛皮交易での重要なルートとなっていった。
プラット川流域はグレートプレーンズ一帯におけるスペインとフランスの両国が領有権を主張する曖昧な領域であった。黒人の探検家ジョセフ・ナランホ（Joseph Naranjo）は、プラット川に到達し、後にフランス領の拡大を止めるためにスペイン軍の探検隊をそこへ案内した。この探検はスペインによる中央平原の探検で最も奥までいったものとなった。1803年のルイジアナ購入で、この地はアメリカ領となり、1820年にスティーブン・ロング（en:Stephen H. Long）が探検を行い地図が作成された。
19世紀に入りアメリカ西部へ開拓の移民が始まると、プラット川沿いから西へ伸びる馬車による移動ルートのオレゴン・トレイルとモルモン・トレイルが築かれた。1860年代にはプラット川およびノースプラット川は、馬による郵便サービスである「ポニー・エクスプレスのルートともなったが、後に最初の大陸横断鉄道であるユニオン・パシフィック鉄道が敷設され鉄道による輸送に移行していく。
20世紀にはリンカーン・ハイウェイのルートとして使われ、現在の州間高速道路80号線となった。